# Williams FW11
Williams FW11 — гоночный автомобиль команды Canon Williams Honda Team, участвовавший в гонках сезонов Формулы-1 1986 и 1987 годов и позволивший команде выиграть два Кубка конструкторов, а Нельсону Пике — титул чемпиона мира.

## История

### 1986 год
Новый Williams FW11 впервые появился на Гран-при Бразилии 1986 года и выиграл первую же гонку. Этот болид многое позаимствовал от предшественника, FW10, который выиграл последние три гонки в предыдущем сезоне. Аэродинамика, которая была более продвинутой, чем у конкурентов, и мотор Honda сделали FW11 быстрейшей машиной в пелотоне.
Однако весной в серьёзную аварию попал руководитель команды Фрэнк Уильямс. Он остался прикованным к инвалидному креслу. В его отсутствие командой руководил технический директор Патрик Хэд. Пилоты команды — Найджел Мэнселл и Нельсон Пике — отбирали друг у друга очки. В итоге чемпионом в 1986 году стал Ален Прост на не таком быстром, зато более надежном McLaren MP4/2. Ложкой мёда стал кубок конструкторов, выигранный досрочно, за два этапа до финиша чемпионата.

### 1987 год
Немного модифицированный FW11 выступал в Формуле-1 в 1987 году и получил индекс FW11B. На этот раз команда не упустила ни одного титула. Хотя Мэнселл выиграл 6 гонок, а Пике только 3, именно бразилец завоевал свой третий чемпионский титул. Судьба первого места решилась на новой трассе Судзука в Японии. Найджел Мэнселл попал в аварию на тренировке и не смог выйти на старт гонки, поэтому Нельсон Пике автоматически стал чемпионом мира ещё до старта гонки. Кубок Конструкторов был завоёван ещё раньше, чем годом ранее, за три этапа до финиша.
В середине сезона на FW11B была внедрена система активной подвески. Правда, она была только на болиде Пике, так как Мэнселл не доверял этой системе. Также планировалось ввести полуавтоматическую коробку передач, но этого не произошло.
FW11 был последним болидом Уильямса с турбомотором Honda. Всего за два сезона выступлений на этой машине Найджел Мэнселл и Нельсон Пике выиграли 18 гонок, 16 поулов и набрали 278 очков.

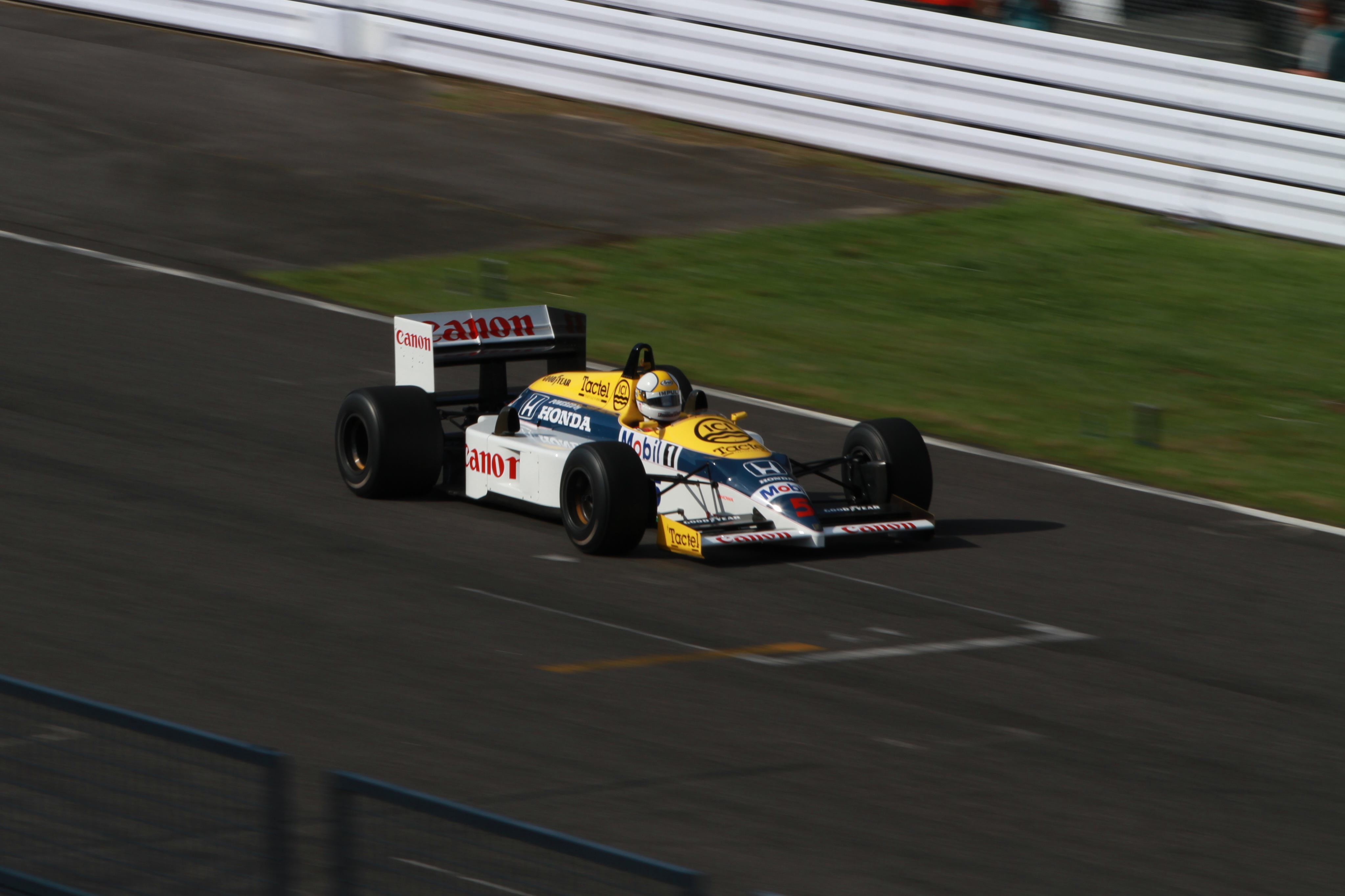
Williams FW11 на трассе, 2012 год

## Результаты в гонках
| Год  | Шасси          | Двигатель    | Шины | Пилоты  | 1    | 2    | 3    | 4    | 5    | 6   | 7    | 8    | 9   | 10  | 11  | 12   | 13  | 14  | 15  | 16   | Место | Очки |
| ---- | -------------- | ------------ | ---- | ------- | ---- | ---- | ---- | ---- | ---- | --- | ---- | ---- | --- | --- | --- | ---- | --- | --- | --- | ---- | ----- | ---- |
| 1986 | Williams FW11  | Honda RA166E | G    |         | БРА  | ИСП  | САН  | МОН  | БЕЛ  | КАН | ДЕТ  | ФРА  | ВЕЛ | ГЕР | ВЕН | АВТ  | ИТА | ПОР | МЕК | АВС  | 1     | 141  |
| 1986 | Williams FW11  | Honda RA166E | G    | Мэнселл | Сход | 2    | Сход | 4    | 1    | 1   | 5    | 1    | 1   | 3   | 3   | Сход | 2   | 1   | 5   | Сход | 1     | 141  |
| 1986 | Williams FW11  | Honda RA166E | G    | Пике    | 1    | Сход | 2    | 7    | Сход | 3   | Сход | 3    | 2   | 1   | 1   | Сход | 1   | 3   | 4   | 2    | 1     | 141  |
| 1987 | Williams FW11B | Honda RA167E | G    |         | БРА  | САН  | БЕЛ  | МОН  | ДЕТ  | ФРА | ВЕЛ  | ГЕР  | ВЕН | АВТ | ИТА | ПОР  | ИСП | МЕК | ЯПО | АВС  | 1     | 137  |
| 1987 | Williams FW11B | Honda RA167E | G    | Мэнселл | 6    | 1    | Сход | Сход | 5    | 1   | 1    | Сход | 14  | 1   | 3   | Сход | 1   | 1   | НС  |      | 1     | 137  |
| 1987 | Williams FW11B | Honda RA167E | G    | Патрезе |      |      |      |      |      |     |      |      |     |     |     |      |     |     |     | 9    | 1     | 137  |
| 1987 | Williams FW11B | Honda RA167E | G    | Пике    | 2    | Сход | Сход | 2    | 2    | 2   | 2    | 1    | 1   | 2   | 1   | 3    | 4   | 2   | 15  | Сход | 1     | 137  |

| Легенда к таблице |                                                                    |
| --- | ------------------------------------------------------------------ |
| В таблице перечислены результаты всех Гран-при Формулы-1, в которых использовался автомобиль. Строками таблицы являются сезоны, столбцами — этапы чемпионата мира. В каждой клетке указаны сокращённое название этапа и результат, дополнительно обозначенный цветом. Расшифровка обозначений и цветов представлена в нижеследующей таблице. |                                                                    |
| \| Пример \| Описание \| \| ------------ \| ------------------------------------------------------------------ \| \| 1 \| Победитель \| \| 2 \| Второе место \| \| 3 \| Третье место \| \| 5 \| Финишировал, заработав очки \| \| Сход \| Не финишировал, но при этом заработал очки \| \| 12 \| Финишировал, не получив очков \| \| НКЛ \| Финишировал, но не попал в финальную классификацию \| \| 15 \| Участвовал вне зачёта, либо по отдельной классификации \| \| 18 \| Не финишировал, но попал в финальную классификацию \| \| Сход \| Не финишировал \| \| НКВ \| Не прошёл квалификацию \| \| НПКВ \| Не прошёл предквалификацию \| \| ДСК \| Дисквалифицирован \| \| ИСК \| Исключён из протокола соревнований \| \| ТТ \| Заявлен для участия только в тренировках \| \| НС \| Участвовал в квалификации, но не стартовал в гонке \| \| Т \| Травмирован или болен \| \| ОТК \| Отказ от участия \| \| НТР \| Прибыл на соревнования, но на трассу не выезжал \| \| НПР \| Был заявлен в числе участников, но не прибыл к началу соревнований \| \| О \| Соревнования отменены \| \| \| Не участвовал \| \| Поул-позиция \| \| \| Быстрый круг \| \| |                                                                    |
| Пример | Описание                                                           |
| 1 | Победитель                                                         |
| 2 | Второе место                                                       |
| 3 | Третье место                                                       |
| 5 | Финишировал, заработав очки                                        |
| Сход | Не финишировал, но при этом заработал очки                         |
| 12 | Финишировал, не получив очков                                      |
| НКЛ | Финишировал, но не попал в финальную классификацию                 |
| 15 | Участвовал вне зачёта, либо по отдельной классификации             |
| 18 | Не финишировал, но попал в финальную классификацию                 |
| Сход | Не финишировал                                                     |
| НКВ | Не прошёл квалификацию                                             |
| НПКВ | Не прошёл предквалификацию                                         |
| ДСК | Дисквалифицирован                                                  |
| ИСК | Исключён из протокола соревнований                                 |
| ТТ | Заявлен для участия только в тренировках                           |
| НС | Участвовал в квалификации, но не стартовал в гонке                 |
| Т | Травмирован или болен                                              |
| ОТК | Отказ от участия                                                   |
| НТР | Прибыл на соревнования, но на трассу не выезжал                    |
| НПР | Был заявлен в числе участников, но не прибыл к началу соревнований |
| О | Соревнования отменены                                              |
| | Не участвовал                                                      |
| Поул-позиция |                                                                    |
| Быстрый круг |                                                                    |